# Ultimul căldărar
Ultimul căldărar este un film românesc din 2016 regizat de Cosmin Bumbuț, Elena Stancu. Rolurile principale au fost interpretate de actorii Geo, Marina și Ionuț Stănescu.

## Distribuție
Distribuția filmului este alcătuită din:
- Ionuț Stănescu
- Marina Stănescu
- Geo Stănescu